# قطعنامه ۱۵۱۲ شورای امنیت
قطعنامه ۱۵۱۲ شورای امنیت سازمان ملل متحد که در تاریخ ۲۷ اکتبر ۲۰۰۳ تصویب شد، سندی بین‌المللی دربارهٔ دادگاه جنایی بین‌المللی برای رواندا است. این قطعنامه طی نشست ۴۸۴۹ام با ۱۵ رای موافق، ۰ مخالف و ۰ ممتنع تصویب شد.